# Orthosomnie
L'orthosomnie est une recherche perfectionniste et/ou obsessionnelle du sommeil parfait,.

## Historique
Ce trouble anxieux et ce nouveau terme semble attesté vers la fin des années 2010 et il est dans une relative mesure lié avec les applications mesurant le sommeil via des applications ou appareils spéciaux
,,.